# Laniarius luehderi
Bubu-de-lühder ou picanço-de-peito-acanelado (Laniarius luehderi) é uma espécie de ave da família Corvidae.
Pode ser encontrada nos seguintes países: Angola, Burundi, Camarões, República do Congo, República Democrática do Congo, Guiné Equatorial, Gabão, Quénia, Nigéria, Ruanda, Sudão, Tanzânia e Uganda.